# Podogaster
Podogaster is een geslacht van insecten uit de orde vliesvleugeligen (Hymenoptera) en de familie Ichneumonidae.

## Soorten
- P. acostai Gauld & Bradshaw, 1997
- P. apicipennis (Spinola, 1853)
- P. benignoi Gauld & Bradshaw, 1997
- P. cactorum Cushman, 1927
- P. coarctatus Brulle, 1846
- P. eldae Gauld & Bradshaw, 1997
- P. erasmoi Gauld & Bradshaw, 1997
- P. fallacious Gauld & Bradshaw, 1997
- P. guissellea Gauld & Bradshaw, 1997
- P. major Szepligeti, 1905
- P. mariae Gauld & Bradshaw, 1997
- P. masisi Gauld & Bradshaw, 1997
- P. medius Szepligeti, 1906
- P. mexicanus (Cresson, 1874)
- P. minor Szepligeti, 1906
- P. orozcoi Gauld & Bradshaw, 1997
- P. pinedai Gauld & Bradshaw, 1997
- P. rosteri Gauld & Bradshaw, 1997
- P. rufomaculatus Cameron, 1911
- P. ruthae Gauld & Bradshaw, 1997
- P. striatus Cameron, 1887
- P. townesi (Graf, 1983)
- P. tranae Gauld & Bradshaw, 1997
- P. ulisesi Gauld & Bradshaw, 1997
- P. variegatus Szepligeti, 1906
- P. vitticollis (Cresson, 1874)